# Mahdi al-Arabi
Mahdi al-Arabi é um líbio general de brigada servir sob as forças armadas da Líbia leais a Muammar al-Gaddafi. Ele é o vice-chefe de pessoal do exército líbio. Durante a guerra civil líbia, ele foi encarregado de ajudar a reprimir os protestos, principalmente na cidade líbia de Zawiyah.
Em 21 de agosto de 2011, forças anti-Gaddafi supostamente prenderam Arabi em Zawiyah. Vídeo supostamente da Arabi em detenção foi publicado no YouTube em 11 de setembro de 2011.